# Mitteldeutsche Kammer
Die Mitteldeutsche Kammer (auch eingesenkte Kammer, Kammergrab oder Galeriegrab genannt) zählt zu den seltenen Megalithanlagenformen und ist eine östliche Variante des in Deutschland mit etwa 40 Anlagen vertretenen Hessisch-westfälischen Galeriegrabes, das auch im südlichen Niedersachsen vorkommt. Die Verbreitung der „Mitteldeutschen Kammer“ ist auf das Mittelelbe-Saale-Gebiet, das Harzvorland und Mecklenburg (1 Anlage) beschränkt.
Die ursprünglich auf die französische Allées couvertes zurückgeführte, rechteckige, eingesenkte Kammer hat bis zu 20,0 m Länge und meist einen axialen Zugang über einem kurzen Vorraum. In Ausnahmefällen ist ein lateraler Zugang vorhanden. Vor allem in der Osthälfte des hercynischen Raumes finden sich als Derivate kleinere, in der Regel nur bis 5,0 m lange, aber weitgehend eingesenkte Kammern mit axialem Zugang.
Insgesamt zählen nur neun Kammern zur Hauptgruppe. Davon liegt je eine Kammer in Mecklenburg und Niedersachsen sowie die restlichen Kammern in Sachsen-Anhalt. Hinzu kommen sechs Anlagen, die als Übergangsformen zu klassifizieren sind (z. B. Oebles-Schlechtewitz, (Bad Dürrenberg) und Gotha-Ostheim, in Thüringen).

Schema Galeriegrab

- Bebertal (Sachsen-Anhalt – 4 Anlagen)
- Kammergrab von Gotha-Ostheim (Thüringen)
- Güstrow (Mecklenburg)
- Hundisburg (Sachsen-Anhalt)
- Großsteingrab Langeneichstädt (Sachsen-Anhalt)
- Megalithanlage auf dem Hillah,
- Mitteldeutsche Kammer von Liebenburg (in Niedersachsen)
- Großsteingrab Oebles-Schlechtewitz (Sachsen-Anhalt)
- Großsteingrab Osterode am Fallstein (Sachsen-Anhalt)
- Großsteingrab Warnstedt (Sachsen-Anhalt)
- Großsteingrab Zscherben (Sachsen-Anhalt)